# Almindelig katteurt
Almindelig katteurt (Nepeta cataria) eller blot katteurt er en 20-90 cm høj urt. Den kendes også i husstande og i handel som kattemynte eller det engelske navn catnip. Urten er meget sjælden i Danmark, hvor den findes på strandoverdrev og ved bebyggelse.

## Beskrivelse
Almindelig katteurt er en flerårig plante, der bliver op til 60 cm og blomstrer om sommeren med små læbeblomster, der er hvide med lyslilla pletter. Bladene er grågrønne og takkede, og de har en aromatisk lugt, der er en mellemting mellem timian og mynte.

## Anvendelse

### Havebrug
Almindelig katteurt er velegnet til bunddække, fx mellem roser, eller som kantplanter. Dens talrige blomster er rige på nektar og tiltrækker flyvende insekter som bier og sommerfugle.

### Brug hos mennesker
Katteurt er i flere kulturer brugt til medicinske formål. Indianere i Nordamerika har brugt den mod kolik hos babyer, mens den i Europa i tidligere tider derudover har været brugt mod flatulens. Den bruges dog stort set ikke længere som lægemiddel.
I 1960'erne blev tørret katteurt i nogle cirkler røget og brugt som euforiserende stof. Desuden kan den bruges i urtete.

### Euforiserende effekt på kattedyr
Huskatte og andre kattedyr påvirkes med en beruselse ved indtagelse af urten, gennem et stof i plantens olie, kaldet nepetalakton. Det er ikke alle kattearter der bliver påvirket i samme grad, og hos huskatte er det mellem 70-80 %, der er modtagelige for effekten. Stoffet er ikke biologisk afhængighedsskabende for katte, som det kendes fra visse rusmidler og mange narkotika hos mennesker, men kan stadig være vanedannende for kattens behov og opførsel. Effekten er ikke undersøgt, eller forstået, i fuldkommenhed, men det bemærkes at kattenes opførsel under beruselsen kan minde om hunkattes opførsel i løbetid, omend overdrevet. Nogle katte bliver mere aggressive, andre passive og afslappede.
| Portal | Portal:Botanik |